# Оксид неодима(II)
Оксид неодима(II) — бинарное неорганическое соединение
неодима и кислорода
с формулой NdO,
кристаллы.

## Физические свойства
Оксид неодима(II) образует кристаллы
кубической сингонии,
пространственная группа F m3m,
параметры ячейки a = 0,5068 нм.